# 植物学通信
植物学通信（法語：Lettres Elementaires Sur La Botanique）是让-雅克·卢梭关于植物学主题的一系列书信，写给里昂的德莱塞夫人，目的是帮助她的女儿学习植物学。这些信件在卢梭逝世以后出版，获得了广泛的赞誉。剑桥大学植物学教授托马斯·马丁将其翻译成英文，并在文中增加了注释和更正。马丁的翻译最初发表于1785年。